# إلياس بطرس الحويك
إلياس بطرس الحويك (1843 - 1931) البطريرك الماروني الثاني والسبعون بدءًا من 1899 وحتى 1931 في حبرية طويلة زهاء 34 عامًا، ليكون بالتالي أطول بطريركية في القرن التاسع عشر والقرن العشرين؛ لعب دورًا قياديًا في عملية استقلال لبنان وميلاد دولة لبنان الكبير عام 1920، وهو أحد أربع رجال اتفق المؤرخون اللبنانيون على اعتبارهم صنعة لبنان فهو إلى جانب فخر الدين المعني الثاني وبشير الثاني الشهابي ويوسف بك كرم، ساهموا بشكل فعّال في إرساء وجود لبنان المستقل. هو أيضًا مؤسس رهبنة «راهبات العائلة المقدسة المارونيات» التي تعتبر أكبر رهبنة نسائية مارونية، وخلافًا للعادة حيث يدفن البطريرك بالقرب من أسلافه في مدافن بطريركية خاصة، فقد دفن البطريرك الحويّك في الدير الأم للرهبنة التي أسسها.
سمّاه المؤرخ الخوري أنطوان الدويهي في كتابه الذي ألفه بهدف توثيق حياة البطريرك «رجل العظائم»، وسمّاه البطريرك بشارة بطرس الراعي «بطريرك الاستقلال ولبنان الكبير».

## حياته
ولد إلياس الحويك في قرية حلتا ضمن قضاء البترون في ديسمبر 1843، تلقى علومه في كلية اللاهوت في مدرسة مار يوحنا مارون قرب حلتا قريته، ثم انتقل عام 1859 إلى مدرسة غزير التي كان يشرف الآباء اليسوعيون على إدارتها، وفيها درس إلى جانب اللاهوت كلاً من قواعد العربية والسريانية والفرنسية واللاتينية واليونانية والفلسفة. انتقل بعد دراسته في لبنان إلى إيطاليا حيث انضم إلى المدرسة المارونية في روما التي أسسها البابا غريغوري الثالث عشر في القرن السادس عشر، وفيها تابع دروسه اللاهوتية وارتسم كاهنًا عام 1870، وبعد رسامته عاد إلى لبنان.
قبيل عودته إلى لبنان توفي والده، وإثر عودته اضطر إلى إنفاق قسط من الوقت في منزل عائلته لإعالة أمه وإخوته الصغار، وخلال هذه الحقبة التي امتدت عامين درّس الحويّك اللاهوت في مدرسة القديس يوحنا مارون. في عام 1872 عُيَّن أمير سر البطريركية المارونية، وانتقل إثر ذاك من حلتا إلى بكركي، وروي عن طباعه النزاهة والخوف وتبجيل ذوي الألقاب الأعلى منه، واحترامه للجميع. في عام 14 ديسمبر 1898 رقي إلى درجة نائب بطريركي ورئيس أساقفة عرقا فخريًا.

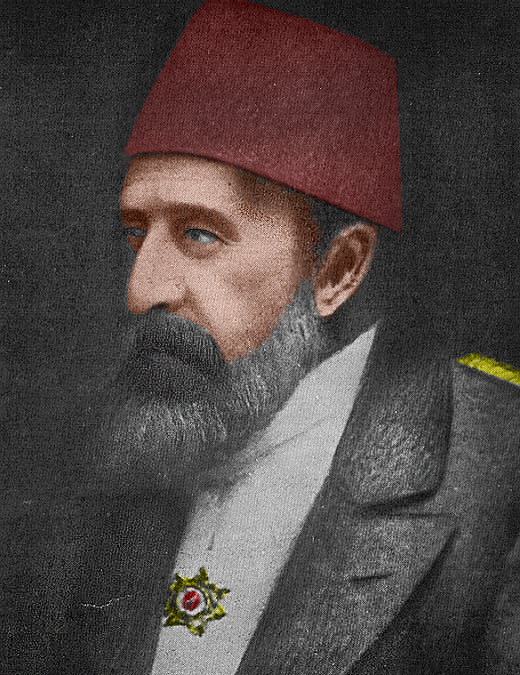
السلطان عبد الحميد الثاني منح الحويّك عندما كان أسقفًا الوسام المجيدي من الدرجة الثانية وتبرع بمبلغ عشرة آلاف ليرة عثمانية لصالح المدرسة المارونية في روما.

سافر في 8 مايو 1890 إلى روما بناءً على طلب البطريرك الحاج طلبًا لدرع التثبيت وليشرف على ترميم وإعادة افتتاح المدرسة المارونية فيها والتي كان قد دمرها نابليون الأول، وهناك التقى البابا ليون الثالث عشر عدة مرات في 15 يونيو و23 يوليو و2 أغسطس و10 أغسطس، لمناقشة تنشيط المدرسة المارونية في روما؛ ثم غادر إيطاليا في 12 أغسطس متوجهًا إلى فرنسا، ومعه رسالة توصية من البابا لجمع التبرعات للمدرسة، وأنفق فيها تسعة أشهر (من 24 أغسطس 1890 وحتى 24 مايو 1891)، وخلال زيارته التقى رئيس الجمهورية الفرنسية ورئيسي مجلس النواب ومجلس الشيوخ الفرنسيين ووزير الدفاع والعديد من الكرادلة والأساقفة ذوي الوزن، في كل أنحاء فرنسا، وقد كان من نتائج زيارته إلى فرنسا تأسيس كنيسة مارونية في باريس ومركز للخدمات الاجتماعية للموارنة، وعلاوة على ذلك حصل على دعم من الحكومة الفرنسية لتعليم ثمانية طلاب مجانًا في مدرسة سان سولبيس في باريس وفي المدرسة المارونية في روما؛ خلال زيارته زار بواتييه وليل وروان وغيرها من المدن، عمد خلالها إلى الوعظ في الكنائس، وحشد الأصدقاء، لإقناع مختلف شرائح المجتمع بالتبرع لصالح المدرسة المارونية في روما، ولدى عودته إلى روما كان قد جمع المال اللازم لذلك.
بعد إيطاليا وفرنسا، زار الحويك النمسا والتقى الإمبراطور جوزيف الأول، ثم زار إسطنبول والتقى السلطان عبد الحميد الثاني الذي منحه الوسام المجيدي من الدرجة الثانية ونفحه مبلغ عشرة آلاف ليرة عثمانية لصالح المدرسة المارونية في روما، ثم قابل الصدر الأعظم وشخصيات بارزة عديدة في الباب العالي، واستطاع خلال لقائه مع السلطان في تسوية العديد من المشاكل المتعلقة بالطائفية المارونية ومتصرفية جبل لبنان.
في 13 مايو 1892 انطلق في زيارة ثانية من بيروت نحو القدس حيث شارك في أعمال «المجمع الأورشليمي» المحلّي في المدينة، ثم الإسكندرية فبحرًا نحو روما حيث التقى البابا في 8 يونيو و9 يوليو، وخلال زيارته هذه تم تدشين المبنى الجديد للمدرسة المارونية في روما وذلك يوم 1 يناير 1894، على أن تتلقى المدرسة اثني عشر طالبًا من الأبرشيات المارونية المختلفة: بشري وحلب وطرابلس وجبيل وإهدن وبعلبك وبيروت ودمشق وقبرص وصور وصيدا، وبالتالي كان ذلك نجاحًا ملحوظًا للمشروع الذي شرع به مذ ترقيته لمنصب الأسقفية.
بعد عودته إلى لبنان، أطلق مشروعه الجديد المتمثل في إنشاء رهبنة جديدة منظمة وفق التنظيمات الرهبانية الحديثة، بمساعدة من الأم روزالي نصر، وتمخض عن ذلك ميلاد «راهبات العائلة المقدسة المارونيات» وذلك في صيف 1895 من جبيل، وتم الاحتفال بإنشائها رسميًا في عبرين عام 1896. وعمومًا فإنه أنشأ رهبنة أخرى للرجال هي رهبنة قلب يسوع وذلك في أغسطس 1920 ومركزها إهدن بعد أن غدا بطريركًا، وينقل المؤرخون أنه خلال سنوات أسقفيته كان مفعم الحيوية في نشر التعليم المسيحي، وتنظيم الأسرة وتثقيف الكهنة ونيل الدعم من المؤسسات الدينية المختلفة في أوروبا.
آخر رحلة للحويك قبل أنتخابه بطريركًا كانت إلى روما وامتدت زهاء العامين من أبريل 1897 إلى ديسمبر 1898 بهدف الإشراف عن قرب على عمل ونشاط المدرسة المارونية في روما، وخلال زيارته زار أيضًا فرنسا وبلجيكا.

## بطريركيته

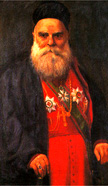

توفي البطريرك يوحنا الحاج في 24 ديسمبر 1898 وكان الحويك حينها في روما، فقفل عائدًا إلى لبنان يوم 27 ديسمبر ووصل إلى مقر البطريركية في بكركي يوم 5 يناير 1899، وفي اليوم التالي انعقدت الخلوة الانتخابية، التي كانت تتم حينذاك بالقرعة (وليس بالانتخاب وفق النظام الجديد للكنائس الكاثوليكية الشرقية) وذلك استيحاءً من سفر أعمال الرسل، وقد استقرت القرعة على إلياس الحويك، فغدا بذلك البطريرك، واحتفل برتبة تنصيبه في الأحد الأول التالي لذلك يوم 9 يناير 1899. وكان يركز في مواعظه الدينية على أهمية الزهد والبساطة والتقشف (وهو ما كان يحاول عكسه في حياته الخاصة، كشقته الخاصة في دير بكركي التي نقل أنها كانت بسيطة ومتواضعة)، وكان يركز على التأملات في العهد الجديد وتأملات أخرى مقتبسة من كتاب اعترافات القديس أغسطين؛ كذلك فقد انتظم خلال بطريركيته على زيارة مختلف الأبرشيات بشكل سنوي، والسعي لتوفير احتياجات الجماعات والمؤسسات الناشطة داخل الكنيسة وتنظيم أوضاع الكهنة والرهبان، وترميم الكنائس والأديرة وبناء كنائس جديدة، إلى جانب تشجيع المنظمات الساعية إلى مساعدة المرضى والعجزة والأيتام والفقراء، كما شجع المعاهد والرهبنات الغربية خصوصًا اليسوعيون لفتح مدارس ومنظمات جديدة في أبرشيته؛ عدد كبير من كنائس لبنان شيّد خلال حقبة البطريرك الحويك منها كنائس دوما وعرقا وتنورين وبجه وقرطبا وإهمج وحاصبيا، وخارج لبنان في باريس والخرطوم والقاهرة في مصر ولارنكا ونيقوسيا في قبرص، يذكر للبطريرك الحويّك أيضًا استحداثه أبرشية صور المارونية بعد أن كانت ملحقة بأبرشية صيدا، وتمويل الموفدين الموارنة إلى أفريقيا وأمريكا الجنوبية لتشييد المؤسسات والمدارس والمستوصفات هناك، وغرس غابة الصنوبر في بكركي، كما جرى في عهده تطويب الأخوة المسابكيون في الكنيسة الكاثوليكية.

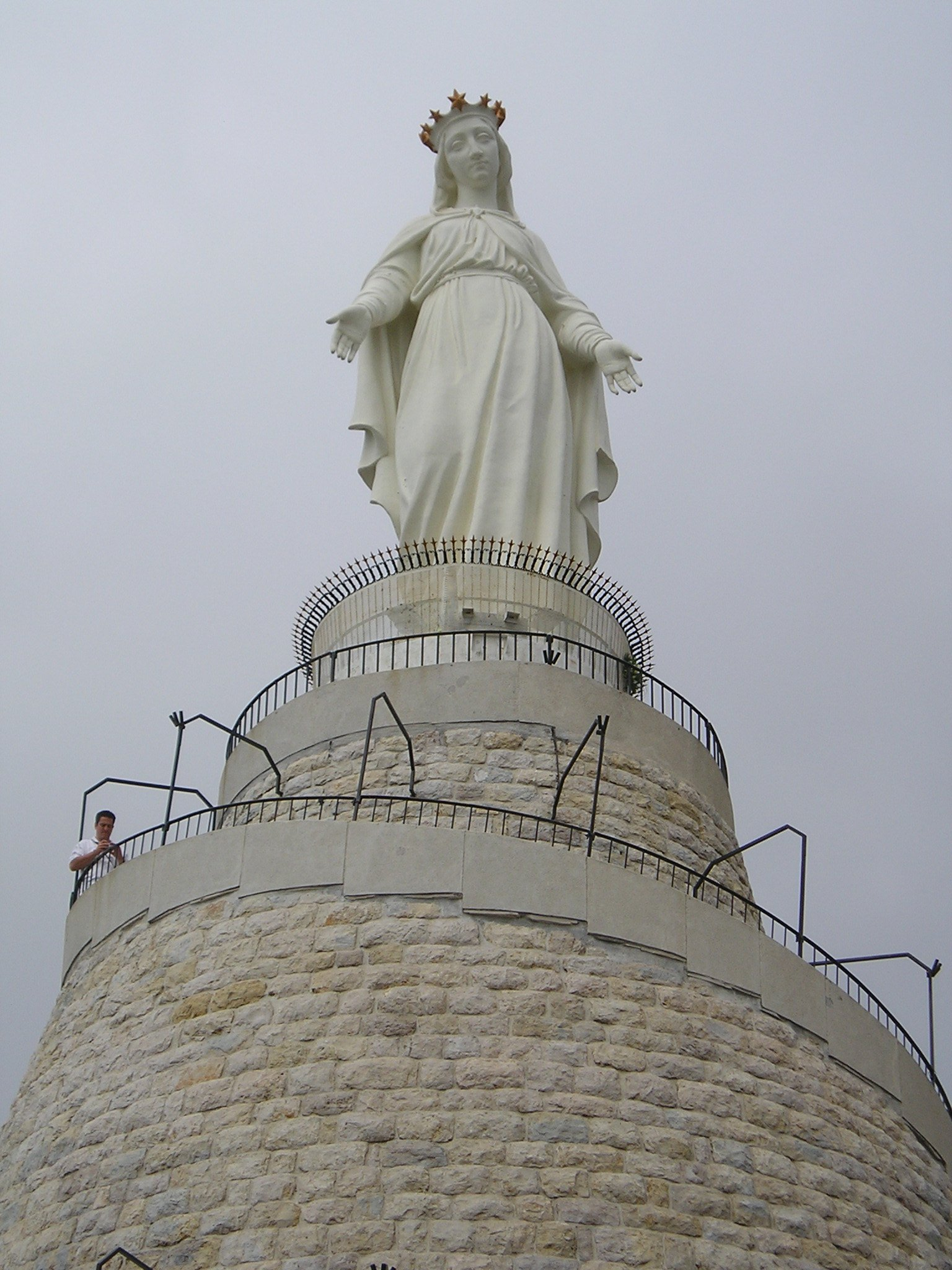
نصب سيدة لبنان في حريصا، والذي شيد وافتتح بجهود الحويّك بداية القرن العشرين.

كان واحدًا من أهم إنجازاته، التعاون مع الكرسي الرسولي في تأسيس وافتتاح كنيسة ومزار سيدة لبنان في حريصا عام 1908 وذلك تذكارًا لليوبيل الذهب لإعلان عقيدة الحبل بلا دنس في الكنيسة المارونية، ويعتبر تمثال مريم العذراء في حريصا واحدًا من أشهر التماثيل العلنية للعذراء على مستوى العالم، خصوصًا في موقعه المقابل للبحر والمرتفع عن مدينتي بيروت وجونيه.
كذلك فقد دعم البطريرك خلال فترة توليه السدة البطريركية، زيادة عدد المدارس الإكليركية فأسس مردسة مار عبدا ومدرسة عين ورقة ومدرستين أخرتين في القلعيات وريفون، كذلك تابع اهتمامه بالمدرسة المارونية في روما، والتي تضاعفت قدرتها على استيعاب الطلبة خلال بطريركيته، كما قام بتوسعة بنائها منذ 1903 وفُرغ من العمل في 7 فبراير 1904، وخلال العام ذاته أسس الحويّك النيابة البطريركية المارونية في القاهرة التي سعى لإنشائها مذ كان أسقفًا عام 1894، وقد تحولت النيابة حاليًا إلى أبرشية قائمة بذاتها. في عام 1902 بعث الحويك وفدًا إلى قبرص لدراسة أوضاع الموارنة فيه ووضع أول تقرير مفصل عن حالة الموارنة الروحية والاجتماعية، كما قام عام 1920 بإرسال وفد لزيارة الموارنة في الولايات المتحدة والأرجنتين وأجزاء أخرى من الاغتراب الماروني، وبدأ العمل في أعقاب هذه الزيارة لإنشاء أبرشيات المغترب، بدلاً من اتباع موارنة تلك البلاد إلى الكنيسة الرومانية الكاثوليكية فيها.
في 20 مايو 1905 غادر البطريرك الحويك بكركي متوجهًا إلى يافا حيث وضع حجر الأساس لتشييد كنيسة مارونية فيها، ثم انتقل إلى الإسكندرية حيث التقى بابا الإسكندرية وبطريرك الكرازة المرقسية، ومنها إلى روما حيث أقام في المدرسة المارونية، والتقى البابا بيوس العاشر في 15 يونيو ثم 11 يوليو وقضى الصيف بكامله مع طلاب المدرسة، وعيّن مسؤولاً ماليًا لها وأتبعها للطقس الماروني بدلاً من الطقس اللاتيني التي كانت تتبع له. في 18 سبتمبر 1905 غادر البطريرك إلى باريس، والتقى فيها كاردينال العاصمة ورئيس الجمهورية الفرنسية ورئيس وزراءه، وتم التداول معهم بخصوص لبنان ووضع الشرق عمومًا، ومن باريس توجه إلى إسطنبول وبقي في العاصمة العثمانية من 17 أكتوبر إلى 2 نوفمبر 1905 والتقى السلطان العثماني عبد الحميد الثاني للمرة الثانية، ويذكر أن اثنين من حاشية السلطان كانوا من الموارنة وهم سليم نجيب باشا وشقيقه ملحم باشا، علمًا أن سليم باشا قد شغل منصب وزير الزراعة في الحكومة العثمانية.

## الحرب العالمية الأولى وما بعدها

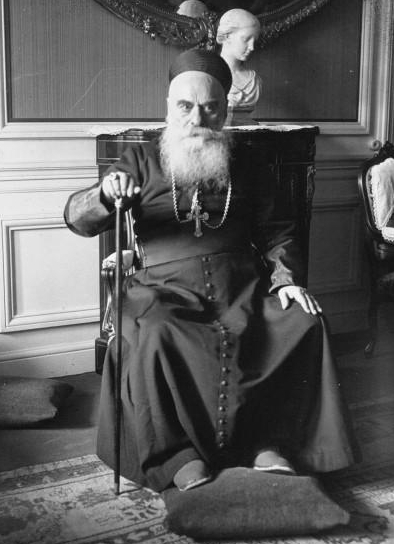
الحويك عام 1919

في 1914 اندلعت الحرب العالمية الأولى وفي عام 1915 ألغى العثمانيون نظام متصرفية جبل لبنان وكذلك الامتيازات الأجنبية، كذلك حصار العثمانيون جبل لبنان وانتشر وباء المجاعة فيه كما في شمال سوريا ومات ثلث السكان من الجوع؛ حاول جمال باشا الملقب «بالسفّاح» نفي البطريك الحويك لكنه فشل في ذلك، ثم طلب مقابلته في مقره الواقع في صوفر يوم 13 يوليو 1915، وتم اللقاء يوم 21 يوليو ودار بشكل أساسي حول علاقة الكنيسة المارونية مع فرنسا، برر البطريرك بأن العلاقة بين الكنيسة وفرنسا هي علاقة مودة وهي شبيهة بعلاقة الدولة العثمانية مع فرنسا التي ترتبط بعلاقات وثقى مع الدولة منذ عهد فرنسوا الأول (1494 - 1547).
مع انتشار أسراب الجراد في جبل لبنان «حتى حجبت الشمس»، فتح البطريرك الحويك أموال البطريركية المارونية وأمواله الخاصة لمساعدة وإطعام الفقراء، ويذكر أن مقر البطريركية ذاته كان أحد مراكز الحشود لتوزيع الطعام، حصل البطريرك أيضًا على معونات مالية من المغتربين اللبنانيين ومن الحكومة الفرنسية عن طريق مفوضها في أرواد، ويذكر أن الأب بولس عقل ان يقوم بدور الوسيط بين أرواد وبكركي خلال تلك الفترة. في مايو 1916 وبعد حوادث الإعدام في بيروت ودمشق طلب جمال باشا لقاء البطريرك للمرة الثانية، ثم مرة ثالثة في بحمدون خلال يوليو 1917 وخلاله طلب جمال باشا مكوث البطريرك في بحمدون لفترة من الزمن، وأقام فيها من 25 يوليو وحتى 14 أغسطس 1917. في بداية 1918 احتجز جمال باشا البطريرك في قرنة شهوان ثم تم إطلاق سراحه بعد تدخل الفاتيكان وإمبراطور النمسا.

علم دولة لبنان الكبير، التي لعب الحويّك دورًا بارزًا في السعي لإنشائها.

أخيرًا في 28 سبتمبر 1918 خرج العثمانيون من بلاد الشام، ورفع العلم العربي فوق سراي بيروت وبعبدا ثم أنزل في 6 أكتوبر واستبدل بعلم فرنسا بعد احتلال جيوشها لساحل بلاد الشام. حاولت فرنسا عن طريق مراسلات بين بكركي وجورج بيكو إقناع البطريرك بمحاسن الإبقاء على الوحدة مع سوريا، لكن جواب البطريرك كان حازمًا بطلب الاستقلال الكامل؛ وقد أفضى مؤتمر فرساي في باريس إلى تشكيل لجنة كينغ - كراين لاستقصاء رغبات سكان بلاد الشام، وقد قابلت اللجنة الحويّك في يونيو 1918 وقدّمت توصياتها باستقلال لبنان، وذلك حافظًا على رغبة أبنائه من صور إلى طرابلس. في أغسطس سافر الحويك على رأس وفد لبناني لحضور الجلسة الثانية لمؤتمر الصلح، ولقب حينها "بطريرك لبنان" للإشارة إلى التفاف اللبنانيين مسلمين ومسيحيين حوله، وخلال زيارته طالب البطريرك مجددًا استقلال لبنان. مكث الوفد في باريس أربع أشهر، وعندما عاد إلى بيروت كشف البطريرك عن رسالة من رئيس وزراء فرنسا جورج كليمنصو مؤرخة في 5 يناير 1920 تفيد بدعم فرنسا "استقلال لبنان" ثم قبل فيصل الأول ملك المملكة السورية العربية استقلال لبنان بموجب اتفاق "فيصل - كلمنصو" المؤرخ في 6 يناير 1920، وخلال الفترة نفسها احتلت الجيوش الفرنسية كلاً من بعلبك وراشيا وحاصبيا والبقاع الغربي التابعة لولاية دمشق تمهيدًا لضمها إلى لبنان؛ وعمومًا فإن المؤتمر السوري العام رفض فصل لبنان (كما رفض أي تقسيم لبلاد الشام أو "سوريا الكبرى بما فيها فلسطين وكيليكيا) واعترف في جلسة إعلان الاستقلال بالحكم الذاتي وفق قواعد المتصرفية في 7 مارس 1920، يذكر أن عددًا من الموارنة ومنهم سعد الله الحويّك شقيق البطريرك قد شارك في مبايعة فيصل، غير أن البطريرك كان حاسمًا في طلب استقلال لبنان وهو ما أقره مؤتمر سان ريمو في أبريل 1920. ويقول يوسف السودا في كتابه «في سبيل الاستقلال» أن الحركة اللبنانية حركة قويّة تشمل الجبل والأقيالم المحيطة به، وقال أيضًا أن مجلس الإدارة يحبذ الاستقلال ولكن الكرسي البطريركي عزيمته أشد من المجلس والشعب في طلب الاستقلال؛ يقول السودا أيضًا أن جميع أهل لبنان كانوا يتظاهرون طلبًا للاستقلال أو الموت، وهم حاضرون للثورة ضد فرنسا حتى في حال لم يمنحوا الاستقلال.
في 28 يوليو سقط الحكم الفيصلي في دمشق، وفي 31 أغسطس 1920 أعلن هنري غورو ميلاد دولة لبنان الكبير تحت الانتداب الفرنسي من قصر الصنوبر في بيروت وبقربه وقف البطريرك ومفتي بيروت، الشيخ مصطفى نجا.

## مواقع خارجية
- بطاركة من تاريخ الموارنة على يوتيوب.
- إلياس بطرس الحويك.(بالإنجليزية)
- البطاركة الموارنة.(بالإنجليزية)
- الموقع الرسمي لراهبات العائلة المقدسة المارونيات.

| سبقه يوحنا بطرس الحاج | بطريرك أنطاكية وسائر المشرق للموارنة 1899 - 1932 | تبعه أنطون بطرس عريضة |